# Der Ringer (Film)
Der Ringer, auch Jetzt komme ich, ist ein 1978 in Deutschland gedrehter US-amerikanischer Spielfilm von William Richert mit Jeff Bridges in der Hauptrolle. An seiner Seite sind eine Fülle von damals bekannten deutschen Schauspielern zu sehen.

## Handlung
Der US-Amerikaner Harry Flowers arbeitet in München in der Kreditkartenfirma seines Schwiegervaters Mr. Elliot. Der Alte hält von dem jungen, weichen Mann rein gar nichts und nennt ihn ständig einen „Verlierer“. Harry wiederum ist auf seine Ehefrau Sarah nicht sonderlich gut zu sprechen, denn er findet, dass ihr Daddy sie viel zu sehr verhätschelt und verwöhnt, was aus Sarah ein kleines, egozentrisches Prinzesschen gemacht hat. Gemeinsam begeben sie sich eines Abends auf die Party eines Freundes. Während Sarah sich mal wieder narzisstisch im Spiegel bewundert, küsst ein weiblicher Partygast Harry leidenschaftlich. Sie hat ihn mit ihrem Liebhaber Gunter verwechselt. Dieser Gunter scheint ein toller Typ zu sein, jedenfalls jemand, so wird Harry später ahnen, dem man nacheifern kann, um Erfolg zu haben. Am nächsten Morgen muss Harry mit Mr. und Mrs. Polk, zwei älteren umherreisenden Herrschaften, ein ernstes Dienstgespräch führen, denn die beiden haben Kreditkartenschulden angesammelt, die sie nicht mehr zurückzahlen können. Aus Mitleid kassiert Harry, statt sie anzuzeigen, lediglich deren teuren Einkäufe (darunter ein paar sündhaft teure Alligatorschuhe) ein, sorgt aber dafür, dass sie ohne Strafverfolgung in die USA zurückkehren können. Daraufhin denunzieren zwei Sicherheitsmitarbeiter, Ernst und Herman, Harry bei ihrem Vorgesetzten. An diesem Nachmittag hat Harry ein Mittagessen mit Mr. Elliot, der ihm mitteilt, dass er die Verhaftung des älteren Ehepaares am Flughafen angeordnet habe. Wider Erwarten befördert der Schwiegervater den gering geschätzten Gatten seiner Tochter innerhalb der Firma, aber nur, um ihn von nun an besser im Auge behalten zu können.
Harry erinnert sich in einem Tagtraum daran, wie er einst Sarah während eines Auslandsstudiums getroffen und wenig später geheiratet hatte. Daheim trifft er auf seine Frau, die Fotos von sich selbst beim Tanzen in einem Ballettkostüm anfertigt. Harry ist von ihrer Eitelkeit genervt, sie wiederum wünscht sich, dass er endlich mal ein „richtiger Mann“ wird. Harry weiß, dass sich etwas ändern muss, und er geht diesen Schritt nun mit ganzer Konsequenz. Er betritt ein Kostümgeschäft und kauft sich einen Vintage-Anzug und -Mantel, einen Gehstock, eine rote Perücke und eine Maske. Dann mietet er eine Einzimmerwohnung als Versteck für sein neues Alter Ego an, das „Mack“ heißen soll. Über seinem rechten Auge bringt er eine falsche Narbe an, um maskuliner zu wirken. Harry übernimmt Attitüde und Akzent eines imaginären Gangsters aus Chicago und besucht einen Nachtclub, von dem er weiß, dass er vom Sicherheitsmann Ernst besucht wird. Dort küsst Harry eine Prostituierte namens Corinne. Ernst erkennt ihn und interveniert. Harry alias „Mack“ zückt ein Messer hervor und macht Ernst drohend klar, dass er ihn mit jemand anderem verwechselt haben müsse. Corinne bringt Harry in ihre Wohnung und erklärt sich damit einverstanden, ihm sexuellen Nachhilfeunterricht zu geben, um aus ihm einen erfahrenen Liebhaber zu machen.
In den nächsten Tagen trifft Harry sich weiterhin heimlich mit Corinne, während er hart an sich arbeitet und in einem gemieteten Sportwagen, einen roten Flitzer mit schwarz-weiß karierten Sitzen, durch die Stadt fährt. Mit dem Selbstverständnis des sportlich-durchtrainierten und sexuell hungrigen Macho-Bad Guys „Mack“ als Alter Ego kehrt Harry nach Hause zurück und verliert sich mehr und mehr in der Macker-Rolle. Er ruiniert Sarahs Plattenspieler, zerreißt ihr Ballerina-Kostüm und zerrt sie in die Küche, damit sie ihm das Abendessen mache. Als er ihre Kochkünste kritisiert, weint sie und macht ihrem Mann klar, dass ihr Vater, sein Chef, angesichts seines charakterlichen Wandels sehr verärgert sein werde. Harry versucht, seine Frau zu verführen, aber sie flieht aus ihrem Schlafzimmer. Sie schläft auf dem Wohnzimmerboden, bis Harry / Mack sie wieder nach oben trägt, wo sie sich in den Armen liegen. Am Morgen zertrümmert Harry Sarahs Tanzstudio-Spiegel, und sie bemerkt nun endgültig seine starke Veränderung. Sie kann jedoch nicht glauben, dass der Mann, der vor ihr steht, Harry ist, sondern eine ganz andere Person. Obwohl von dieser Wesensveränderung verwirrt, gefällt Sarah der neue Harry, also Macker-„Mack“, der ganz offensichtlich mehr ihrer Vorstellung eines „wilden Kerls“ entspricht. Beide haben Sex miteinander, und Sarah beginnt sich neu in ihren Mann zu verlieben. Dann fährt Harry zur Arbeit und lässt auch dort sein neues Ich walten: Er beginnt zu trinken und flirtet mit einer Kollegin.
Harrys Methode geht auf: Plötzlich wird er von Tag zu Tag interessanter für die bislang gelangweilte Ehefrau, und Sarah erklärt ihm, dass sie mit ihm „durchbrennen“ möchte. Harry lässt sie jedoch links liegen und fährt fort. Nun beginnt Sarah nicht mehr locker zu lassen. Sie heuert einen Amateurdetektiv namens Rick Duprez an, der ihrem Mann fortan auf Schritt und Tritt folgen soll. Als er in sein Büro zurückkehrt, küsst und befummelt Harry eine der Sekretärinnen, bevor er die von Mr. Polk requirierten, teuren Alligatorschuhe an sich nimmt. Dann geht er in den Tresorraum und unterschlägt fünf Millionen Dollar. Als Harry kurz einmal nervös wird, lässt er einfach nur den „Mack“ in sich Oberhand gewinnen, und das antrainierte Selbstvertrauen kehrt zurück. Harry verlässt ruhig das Gebäude, gefolgt vom Detektiv. Harry zieht sich die rote Perücke und weitere Verkleidung über, was den einfältigen Duprez tatsächlich glauben lässt, er hätte es mit zwei verschiedenen Männern, Harry und dem Räuber, zu tun. Harry steigt in die Kanalisation hinab, kettet sich selbst mit Handschellen an ein Rohr, und im Nu wird aus Mack wieder der schüchterne Harry. Rick findet und befreit ihn und bringt Harry zu Sarah und Mr. Elliot zurück. Die erkennen noch immer nicht das Doppelspiel. Harry kehrt zu seinem normalen Leben zurück, aber Sarah wartet sehnsüchtig auf den wilden Mack, der einfach nicht mehr auftaucht. Eines Nachts kommt sie mit einer Schusswaffe aus ihrem Zimmer und schwört, Harry zu töten, wenn sein Alter Ego nicht mehr zu ihr zurückkehren sollte. Und so gesteht er sein Doppelleben. Sarah glaubt Harrys Zweitexistenz als „Mack“ nicht und schießt ihrem Mann ins Bein. Erst jetzt meint Harry zu erkennen, dass seine bisherige Existenz ein einziger Selbstbetrug war, und Harry entschließt, für immer zu „Mack“ zu werden. Sarah ist überglücklich, und beide beabsichtigen, gemeinsam die Welt zu bereisen.

## Produktionsnotizen
Die Dreharbeiten zu Der Ringer begannen am 21. Februar 1978 und endeten zwei Monate darauf. Die Uraufführung erfolgte im März 1980, die deutsche Premiere fand am 6. Juli 1985 im NDR statt.
Pia Arnold übernahm die Produktionsleitung. Rolf Zehetbauer entwarf die Filmbauten, Helga Pinnow und Robert De Mora die Kostüme.
Für die zur Drehzeit erst 25-jährige Mascha Gonska war dies bereits der letzte Kinofilm.

## Kritiken
The New York Times kommt zu folgendem Urteil: „Mr. Richert, der mit Larry Cohen das Drehbuch geschrieben hat, hat kein gutes Händchen dafür, die authentisch-satirischen Aspekte seiner Geschichte ernst zu nehmen. Dafür ist sein Film viel zu witzig, und wenn seine Marotten nicht funktionieren, passiert auch nicht viel. Obwohl er von Zeit zu Zeit dürftiger wird, ist American Success jedoch meistens ein lebhafter und unternehmungslustiger Film, und was ihm an Kohärenz fehlt, macht er im Tempo wett.“
Im Lexikon des Internationalen Films nannte den Streifen knapp eine „amüsante Satire auf Rollenverhalten und die oberflächliche Orientierung an Äußerlichkeiten.“